# Inukshuk

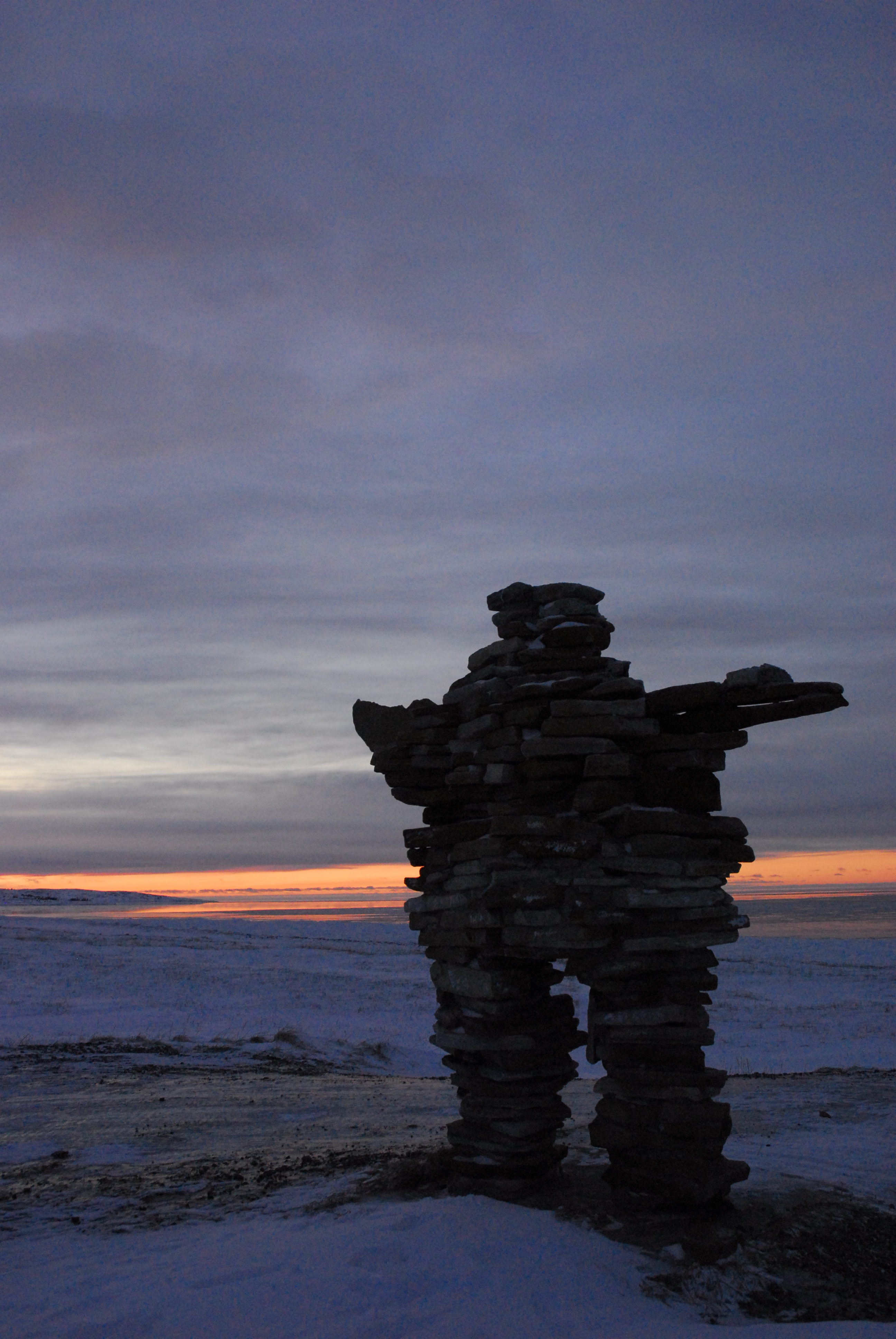
Un inukshuk prop de Kuujjuarapik, al Canadà

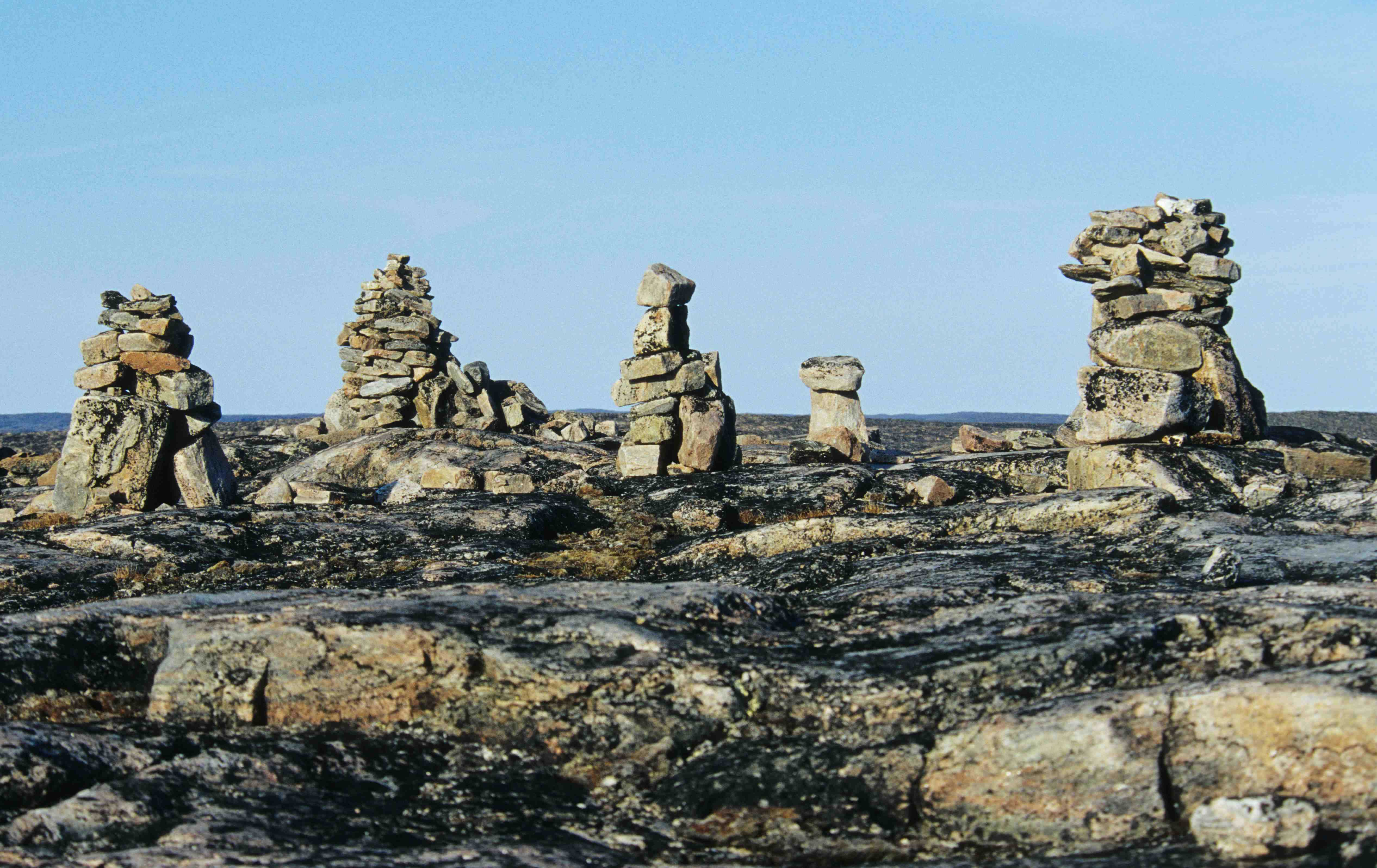
Inuksuit a Inukshuk Point illa de Baffin, Nunavut, Canadà.

Un inukshuk (o inuksuk, plural inuksuit) és un conjunt de pedres (o cairn) construït per les ètnies inuit i yupik a les regions àrtiques d'Amèrica del Nord, des d'Alaska fins a Groenlàndia, la seva forma i mida pot variar.
Inukshuk és un terme inuktitut compost del morfema inuk (ésser humà) i -suk (substitut, en lloc de), volent dir que té la capacitat d'actuar com un humà.

## Funcions

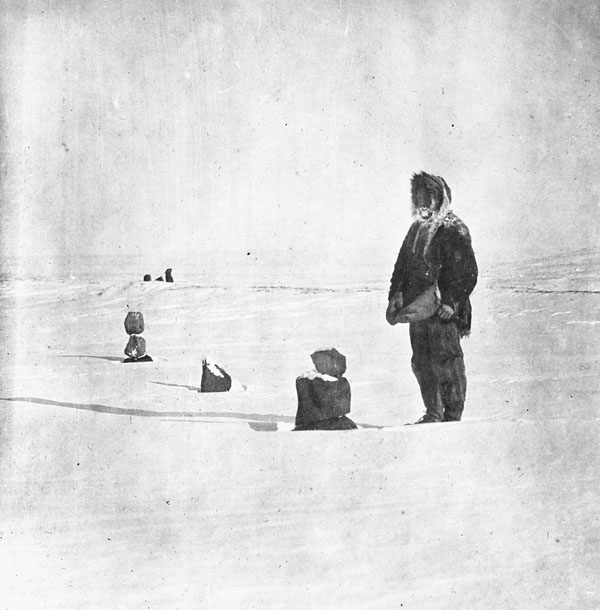
Inuksuit fotografiat el 1911 per Rudolph Martin Anderson

En el poble inuit els inuksuit han tingut un paper important en la cacera dels caribús en aquestes construccions els emboscaven. Els inuksuit també servien per marcar el límit dels territoris. Actualment encara en subsisteixen alguns i es veuen des d'alguns quilòmetres de lluny.

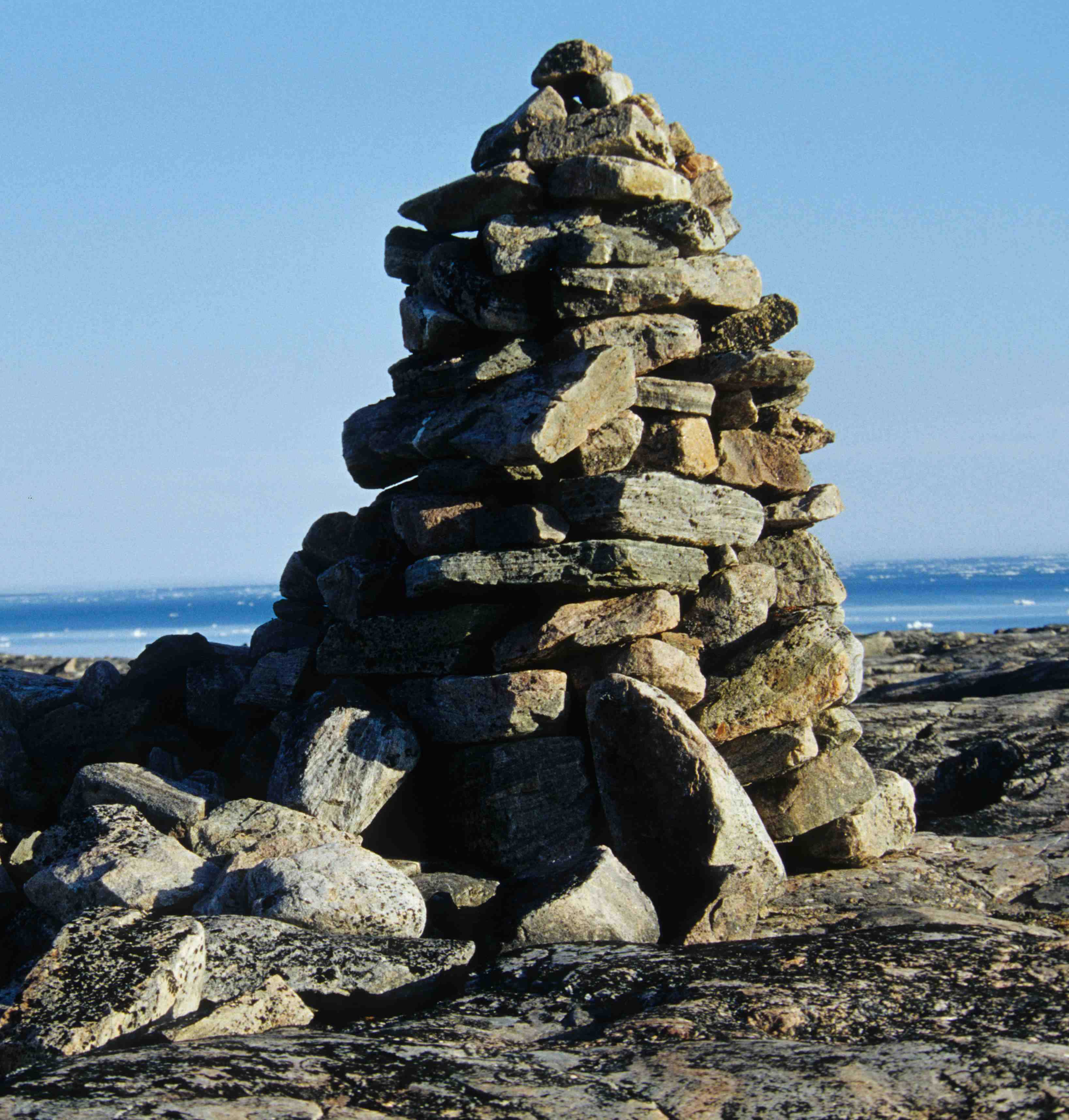
Inuksukjuaq, península de Foxe, illa de Baffin, Nunavut, Canadà
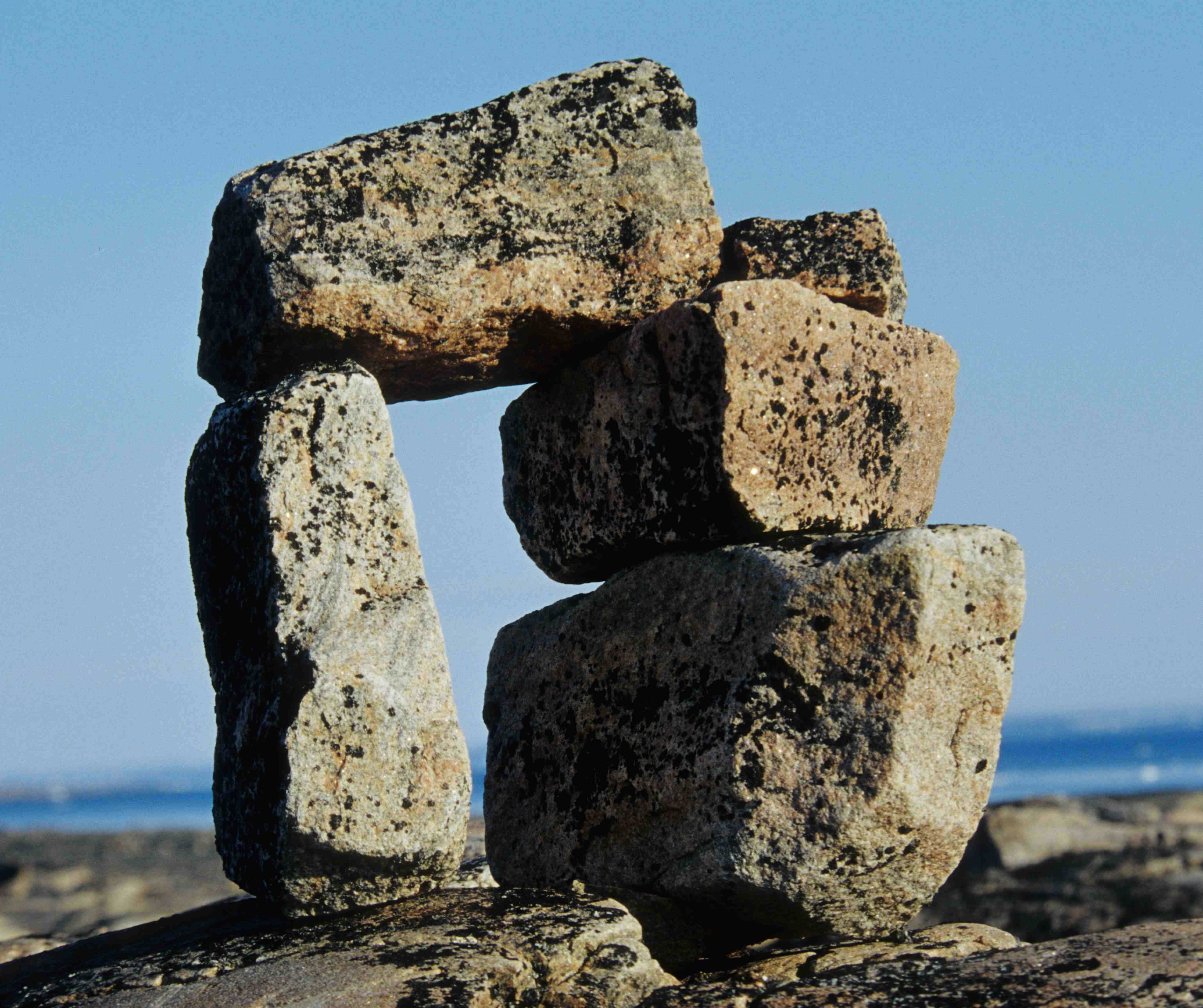
Niungvaliruluit península de Foxe, illa de Baffin, Nunavut, Canadà
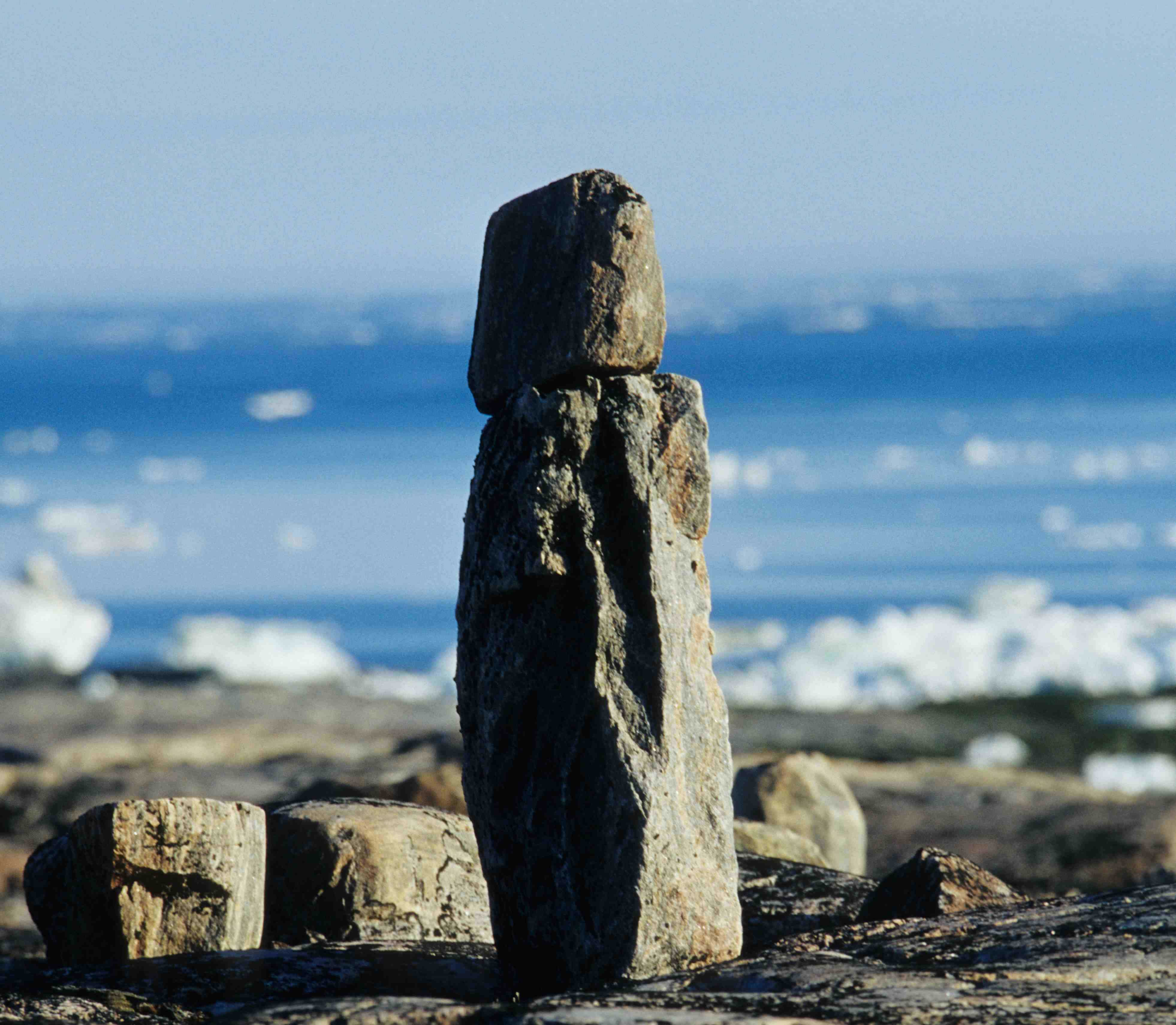
Nappatuq, Inukshuk Point, península de Foxe, illa de Baffin, Nunavut, Canadà

## Ús actual

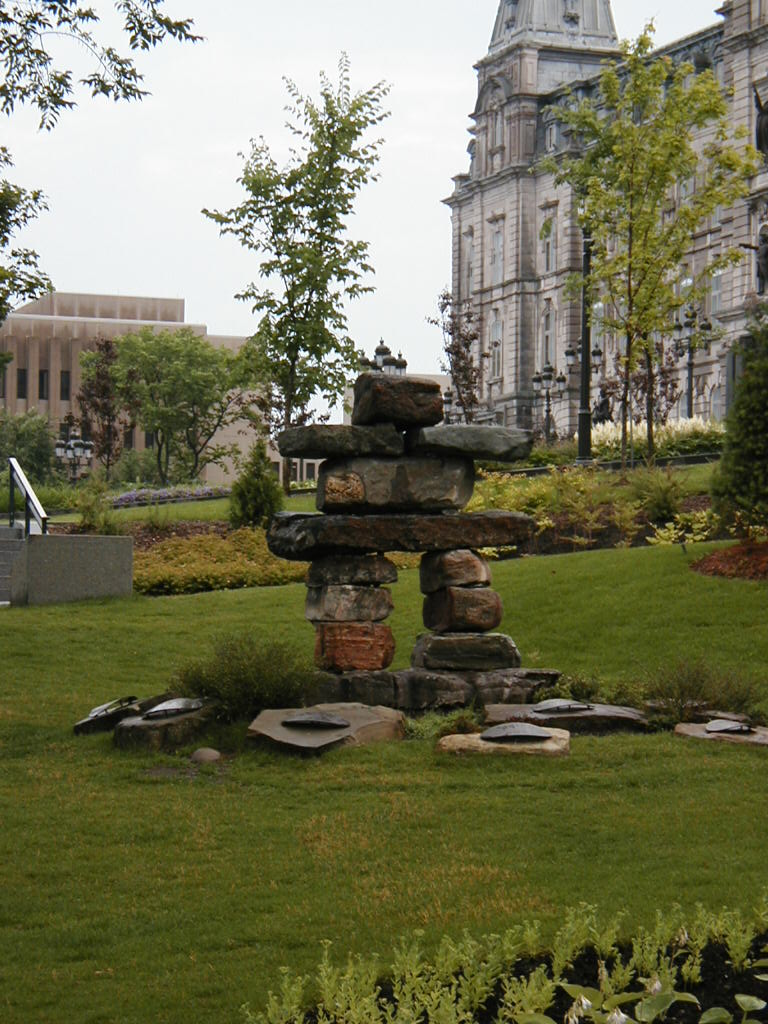
Un inukshuk inaugurat l'octubre dee 2002 davant el Parlament de Quebec

L'inukshuk és un dels temes de l'art inuit, entre abstracte i figuratiu.
Des de finals de la dècada de 1990 els inukshuk són un dels símbols dels inuit del Canadà. El 1999, es va fer una consulta popular per tal d'incloure'l a la bandera i escut de Nunavut.

Bandera de Nunavut